# Bundesstraße 245
De Bundesstraße 245 (ook wel B245) is een bundesstraße in de Duitse die loopt door deelstaat Saksen-Anhalt.
De B245 begint bij Haldensleben, om te eindigen ten noordoosten van Halberstadt. De B245 is ongeveer 61 km lang.

## Routebeschrijving
De 245 begint in Haldensleben op een kruising met de  B71 de weg loopt door Bebertal, men kruist de B1, komt door Uhrsleben en kruist bij 
afrit Eilsleben de A2. De weg loopt verder door Hakenstedt waar de B246a aansluit, door Eilsleben, Ummendorf, Völpke, Barneberg waar de Bundesstraße 245a afsplitst,  men komt nog door Am Großen Bruch waar de B246 kruist,  Schwanebeck en Groß Quenstedt voor ze in Halberstadt eindigt op de B81.
B1 · B2 · B4 · B6 · B6n · B7 · B19 · B27 · B62 · B71 · B71n · B79 · B80 · B81 · B84 · B85 · B86 · B87 · B88 · B89 · B90 · B91 · B92 · B93 · B94 · B95 · B96 · B97 · B98 · B99 · B100 · B101 · B107 · B115 · B156 · B169 · B170 · B171 · B172 · B172a · B172b · B173 · B174 · B175 · B176 · B178 · B180 · B181 · B182 · B183 · B183a · B184 · B185 · B186 · B187 · B187a · B188 · B189 · B190 · B190n · B242 · B243 · B244 · B245 · B245a · B246 · B246a · B247 · B248 · B248a · B249 · B250 · B278 · B280 · B281 · B282 · B283 · B285